# 용황 협성휴포레
용황 협성휴포레는 대한민국 경상북도 경주시 용강동과 황성동에 위치한 아파트 단지이다.

## 같이 보기
- 아파트